# City (Baricco)
Pour les articles homonymes, voir City.
City est un roman d'Alessandro Baricco publié en 1999 chez Rizzoli.
Ce livre, sorti en librairie le 5 mai 1999, trois ans après le précédent roman d'Alessandro Baricco Soie, a été l'un des premiers cas de lancement éditorial effectué exclusivement sur Internet, avec l'ouverture d'un site web dédié et d'un forum des lecteurs.
En 2003, City a également été l'objet d'une lecture publique, par Alessandro Baricco lui-même - parmi des textes d'autres auteurs - et d'un CD avec des enregistrements de cette lecture, accompagnée par la musique du groupe français Air.

## L'histoire
Le titre du roman, d'après les déclarations de l'auteur, est lié à la structure même du texte, dans lequel Alessandro Baricco imagine que les histoires sont des quartiers et les personnages sont des rues.
Sur le plan narratif trois récits s'entrecroisent: l'histoire principale, celle de l'enfant génial Gould, que tous croient destiné au prix Nobel et de sa gouvernante Shatzy, l'histoire de la boxe telle que l'imagine Gould quand il est enfermé dans la salle de bains, et le scénario d'un western imaginé par Shatzy. Entre-temps, on croise une foule d'autres situations et de personnages, tout d'abord les professeurs de l'école dans laquelle étudie Gould ; parmi ceux-ci se détache la figure du professeur Mondrian Kilroy (qui sera le protagoniste du premier film tourné par Baricco, Lezione ventuno), auteur d'un essai sur l'honnêteté intellectuelle. Dans cet essai, le professeur fait valoir que toute idée, à peine est-elle exprimée, et encore plus lorsqu'elle devient l'objet de débats, s'altère pour finir par devenir tout autre chose : elle devient peu à peu le champ d'une bataille dialectique.
Gould a décidé de disparaitre et seul le lecteur le retrouvera en train de travailler dans le bain public d'un supermarché où il est en train de mettre fin à son histoire imaginaire de la boxe.
Il ne remportera pas le prix Nobel, mais il souhaite maintenir son honnêteté intellectuelle que, par ailleurs, le professeur Kilroy avait déjà reconnue.

## Extrait
« Quand, au milieu de la horde de matériaux que la perception se charge de véhiculer de l'expérience jusqu'à nous, un détail, et un seul, celui-là, s'extrait du magma du tout et, échappant à tout contrôle, réussit à blesser la surface de notre non-attention automatique. Il n'y a en général pas de raison pour que des instants comme celui-là aient lieu, et pourtant ils ont lieu, allumant soudainement en nous une émotion inhabituelle. Ils sont comme une promesse.
Ils promettent des mondes. »

## Éditions

### En italien
- Alessandro Baricco, City, 332 p., Rizzoli, 1999  (ISBN 8-81786-102-2) / Réédition : 266 p., Feltrinelli, 2007  (ISBN 978-8-80781-967-4)

### En français
- Alessandro Baricco, City, trad. de l'italien par Françoise Brun, 368 p., Albin Michel, 2000  (ISBN 978-2-22611-530-0) / réédité en livre de poche : 496 p., Gallimard, Folio no 3571, 2001  (ISBN 2-070-41957-6)

## Source de traduction
- (it) Cet article est partiellement ou en totalité issu de l’article de Wikipédia en italien intitulé « City (Baricco) » (voir la liste des auteurs).